# Thelymitra reflexa
Thelymitra reflexa är en orkidéart som beskrevs av Jeffrey A. Jeanes. Thelymitra reflexa ingår i släktet Thelymitra och familjen orkidéer.
Artens utbredningsområde är Victoria. Inga underarter finns listade i Catalogue of Life.